# Stanisław Owczarek (prawnik)
Stanisław Owczarek (ur. 17 listopada 1952, zm. 19 maja 2006) – polski prawnik, sędzia i adwokat, zastępca przewodniczącego Trybunału Stanu.

## Życiorys
W 1975 ukończył studia prawnicze na Uniwersytecie Łódzkim. Po aplikacji sędziowskiej pracował w Sądzie Rejonowym w Łasku, dochodząc do stanowiska prezesa tego sądu. Od 1983 pracował jako radca prawny, a od 1985 praktykował jako adwokat. Był członkiem Izby Adwokackiej w Łodzi, wizytatorem Okręgowej Izby Adwokackiej w Łodzi, sędzią Wyższego Sądu Dyscyplinarnego Naczelnej Rady Adwokackiej. Wykładał prawo i postępowanie karne na aplikacji adwokackiej.
W listopadzie 2005 został powołany przez Sejm RP na stanowisko zastępcy przewodniczącego Trybunału Stanu; jego kandydaturę rekomendowała Platforma Obywatelska.
Zginął 19 maja 2006 w wypadku samochodowym pod Mławą. Pochowany na cmentarzu Doły  w Łodzi.